# День освобождения тибетцев от крепостного рабства

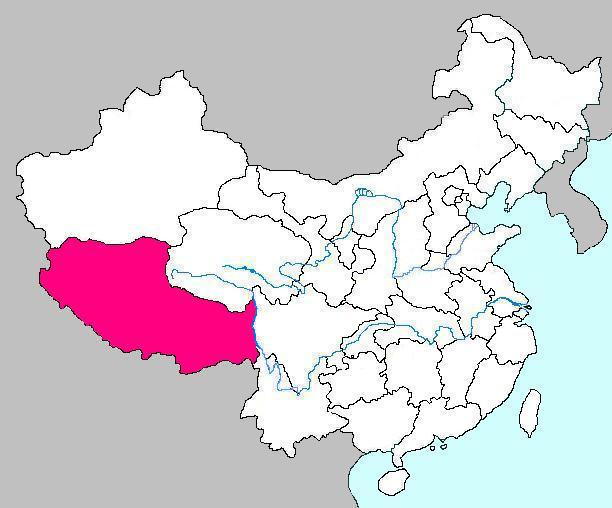
Тибетский автономный район КНР

«День освобождения тибетцев от крепостного рабства» — официальный праздник в Тибетском автономном районе КНР, отмечаемый 28 марта в ознаменование отмены «феодально-крепостнического строя» в Тибете в 1959 году.
10 марта 1959 года в Тибете начался антикитайский мятеж. 28 марта 1959 года власти КНР объявили о роспуске тибетского правительства и провели широкомасштабную войсковую операцию по подавлению восстания. В результате Далай-лама XIV и десятки тысяч других тибетцев бежали в Индию. В ходе последующих реформ были освобождены сотни тысяч крепостных, составлявшие до 90 % местного населения.
Праздник учреждён 19 января 2009 года на 2-й сессии Собрания народных представителей Тибетского автономного района 9-го созыва. За утверждение праздника единогласно проголосовали все 382 народных депутата. Как отметил председатель Постоянного комитета Собрания народных представителей Легчог, «за 50 лет после подавления вооружённого мятежа тибетской реакционной верхушки во главе с далай-ламой и начала демократических реформ, освободивших сотни тысяч тибетцев от крепостного рабства, в Тибете произошли колоссальные перемены во всех сферах — политической, экономической, культурной и др.» По мнению ряда китайских тибетологов, закрепление даты является полезным. В частности, специалист по вопросам Тибета Партийной школы при ЦК Коммунистической партии Китая Ху Янь заявил: «Многим бывшим крепостным сейчас по 70—80 лет, и молодёжь уже не имеет ни малейшего представления о том, как непросто их предкам жилось 50 лет назад».
С критикой решения выступили также представители тибетской оппозиции. «Фактически тибетцы не были освобождены в 1959 г., а наоборот стали рабами Китая», — заявляет агентство Associated Press, со ссылкой на Сонан Дабо, представителя тибетского правительства в изгнании.